# A Time for Choosing
A Time for Choosing, cunoscut și sub numele de „The Speech”, a fost un discurs susținut în timpul campaniei pentru alegerile prezidențiale din Statele Unite din 1964⁠(d) de viitorul președinte Ronald Reagan în sprijinul candidatului republican Barry Goldwater. 

## Context
Există multe versiuni ale discursului, fiind modificat de nenumărate ori de-a lungul mai multor săptămâni. Contrar credinței populare, discursul nu a fost susținut la Convenția Națională Republicană din 1964⁠(d) din San Francisco, California. Mai mult, senatorul Barry Goldwater nu a fost nominalizat în calitate de candidat republican în acest discurs, ci în cel susținut de Everett Dirksen⁠(d) pe 15 iulie 1964. Reagan, deși a sprijinit campania electorală a lui Goldwater, a susținut discursul „A Time of Choosing” abia pe 27 octombrie 1964 ca parte a unui program de televiziune intitulat Rendezvous with Destiny (Titlul programului a fost utilizat de Franklin D. Roosevelt în discursul său din 27 iunie 1936 la Convenția Națională Democrată⁠(d)). În autobiografia sa, An American Life⁠(d), Reagan menționa că a mers la culcare în acea seară „cu speranța că nu l-am dezamăgit pe Barry”.
În discursul său despre senatorul Goldwater, Reagan a scos în evidență importanța unui stat minimal și și-a justificat ideologic convingerile: „Părinții fondatori știau că un guvern nu poate controla economia fără să controleze oamenii. Și știau că atunci când un guvern își propune să facă asta, își atinge obiectivul prin violență și constrângere. Așadar, am ajuns într-un moment în care trebuie să decidem”. Cu privire la diferențele ideologice ale partidelor, acesta a declarat: „Ni se spune că trebuie să alegem între stânga și dreapta, dar eu sugerez că nu există stânga și dreapta. Există doar un sus și un jos. Sus până la visul strămoșesc al omului - libertatea individuală maximă compatibilă cu legea și ordinea - sau jos până la totalitarismul mușuroiului de furnici”. Discursul a strâns 1 milion de dolari pentru campania lui Goldwater și este considerat evenimentul care a lansat cariera politică a lui Reagan.
„A Time For Choosing” a fost descris drept unul dintre cele mai reușite discursuri susținute vreodată de un viitor candidat la președinție. Deși a avut un impact puternic asupra campaniei sale, Barry Goldwater a pierdut alegerile la o diferență imensă de candidatul democrat.